# Antonio Jiménez Quiles
Antonio Jiménez Quiles (Granada, 13 luglio 1934 – Granada, 15 giugno 2023) è stato un ciclista su strada spagnolo.
Professionista dal 1954 al 1963, ottenne otto vittorie.

## Carriera
Scalatore, fu due volte campione spagnolo di salita, specialità in cui giunse terzo nel 1961, mentre fu secondo nella prova in linea del 1957. Il suo risultato più importante è stato invece il secondo posto nella Vuelta a España del 1955. Nella corsa iberica ottenne inoltre una vittoria di tappa nel 1958.

## Palmarès
- 1955

2ª tappa Grand Prix Ayutiamento de Bilbao
Classifica generale Vuelta Ciclista a Navarra
Classifica generale Grand Prix Andalucia
- 1957

Campionati spagnoli, Prova in salita
1ª tappa Euskal Bizikleta
- 1958

2ª tappa Vuelta a España (San Sebastián > Pamplona)
- 1960

Campionati spagnoli, Prova in salita

## Piazzamenti

### Grandi Giri
- Vuelta a España

1955: 2º
1956: 29º
1957: ritirato
1958: 25º
1959: 34º
1960: ritirato
1961: 22º
1962: 27º